# Marketing interno
Marketing interno está relacionado as ações de treinamento ou qualificação dos colaboradores (funcionários) da empresa visando um melhor serviço para o cliente (consumidor). Marketing interno, devido ao nome, é usualmente confundido com endomarketing mesmo sendo conceitos diferentes. O marketing é responsável por fazer a interface entre a empresa e o cliente. 

## Marketing e a Gestão Recursos Humanos
O marketing apresenta-se como um conjunto de ações que visam responder às necessidades dos clientes, tendo por função estar atento ao meio, respondendo com ações que satisfaçam os seus clientes.
As pessoas nas organizações, são hoje consideradas um investimento estratégico fundamental. Isto porque para, além de executar tarefas necessárias ao desenvolvimento das actividades que permitem gerar a oferta de produtos ou serviços que a organização apresenta ao mercado, as pessoas nas organizações refazem, criam e recriam processos, implementam novas formas de execução.

## Factores críticos de sucesso na Gestão de pessoas
A gestão de recursos humanos tem de gerir os colaboradores da empresa integrando de forma harmoniosa as suas expectativas individuais e as necessidades organizacionais, de acordo com as imposições do meio envolvente.
a gestão de marketing interno deverá, com base no acompanhamento da realidade do seu mercado interno, caracterizar-se por:
- Promover uma gestão de cultura que garanta um compromisso forte com o projecto da empresa
- Desenvolver a apetência dos colaboradores pela mudança
- Controlar o stress dentro da organização
- Adequar a sua estrutura organizacional às exigências do mercado
- Operacionalizar a estrutura da função dos recursos humanos
- Analisar as funções e definir os perfis de competências
- Recrutar e seleccionar os clientes internos de forma eficaz
- Desenvolver sistemas de avaliação de desempenho equitativos
- Efectuar o planeamento dos recursos humanos e respectiva gestão de carreiras
- Gerir sistemas de recompensas adequado
- Possibilitar a formação para o desempenho do cargo e para o desenvolvimento dos seus clientes internos
- Garantir uma boa gestão da comunicação interna